# 新千年计划
新千年计划（New Millennium Program）英文简称“NMP”，是美国宇航局制定的一个项目，其重点是空间新应用技术的工程验证。第110届美国国会从2009财年预算中取消了对该项目的拨款，实际导致该项目被取消。
新千年计划中的探测器最初被命名为“深空”（用于演示行星探测任务技术）和“地球观测”（用于演示地球轨道任务技术）。2000年，随着该项目的重新定位，深空系列被更名为“空间技术”。

## 新千年计划任务

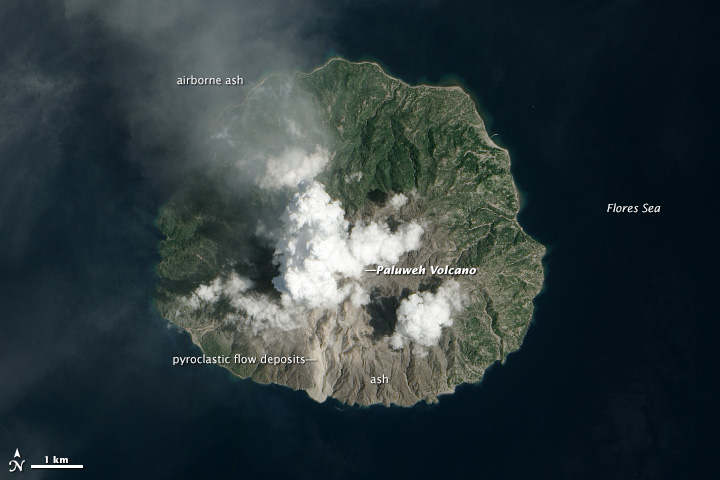
地球观测1号拍摄了这张火山的照片

### 完成的任务
- 深空1号 – 测试太阳能电力推进、自主运行等技术的独立航天器；1998-2001年成功完成任务，包括与彗星和小行星交会。
- 深空2号 – 1999年与火星极地着陆者号一起发射的火星表面穿透器；(失败)。
- 地球观测1号 (EO-1) – ( 2000年发射)[2]。
- 空间技术5号 – 由三颗卫星组成的星群，调查地球的磁层(2006年发射)
- 空间技术6号 – 地球观测1号上的自主航天器实验(见上图)；惯性恒星罗盘(导航) (已发射)。
- 空间技术7号 – 支持引力波观测的干扰抑制技术；(已转至宇宙物理学[3]). 2015年12月3日搭载在激光干涉空间天线开路者号上发射升空[4]。

### 取消的任务
- 深空3号/空间技术3号(星光号) – 原应是一台星载干涉仪。
- 深空4号/空间技术4号(商博良号) –  计划于2003年发射，绕坦普尔1号彗星轨道飞行并着陆，并在2010年返回样本(1999年被取消)。
- 地球观测2号 – 计划使用天基激光雷达来测量大气层风(1998年被取消)。
- 地球观测3号(GIFTS) –原计划于2005-2006年发射地球静止轨道成像傅里叶变换光谱仪 (现已取消)
- 空间技术8号[5] – 该卫星由轨道科学公司设计、开发和制造，原计划于2009年发射(c现已取消)[6]。
- 空间技术9号 – 美国宇航局一项有关未来行星着陆器精确着陆和避险的提案[7]。